# Arcueil
Arcueil is een gemeente in het Franse departement Val-de-Marne (regio Île-de-France) en telt 18.061 inwoners (1999). De plaats maakt deel uit van het arrondissement L'Haÿ-les-Roses.

## Geografie
De oppervlakte van Arcueil bedraagt 2,3 km², de bevolkingsdichtheid is 7852,6 inwoners per km².
De onderstaande kaart toont de ligging van Arcueil met de belangrijkste infrastructuur en aangrenzende gemeenten.

## Demografie
Onderstaande figuur toont het verloop van het inwonertal (bron: INSEE-tellingen).

## Bekende inwoners van Arcueil

### Geboren
- Adrienne Bolland (1895 - 1975), Frans luchtvaartpionier.
- Jean-Paul Gaultier (1952), modeontwerper

### Overleden
- Claude-Louis Berthollet (1748-1822), doctor in de geneeskunde
- Julio González (1876-1942), beeldhouwer
- Robert Brasillach (1909-1945), schrijver, dichter en journalist
- Jacques Desoubrie (1922-1949), Belgisch collaborateur tijdens de Tweede Wereldoorlog
- Jean Mich (1871-1932), Luxemburgs beeldhouwer en tekenaar
- Erik Satie (1866-1925), componist

## Externe links

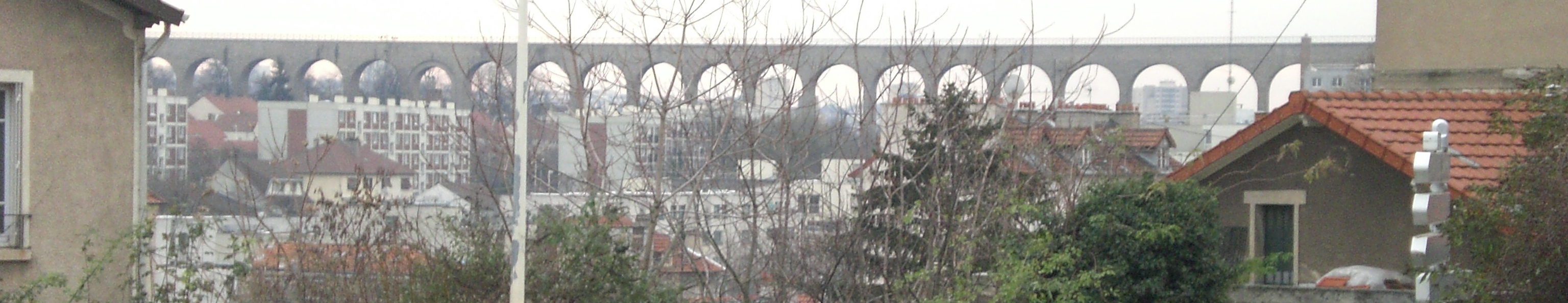
Het romeinse aquaduct in Arcueil